# Elmo celtico

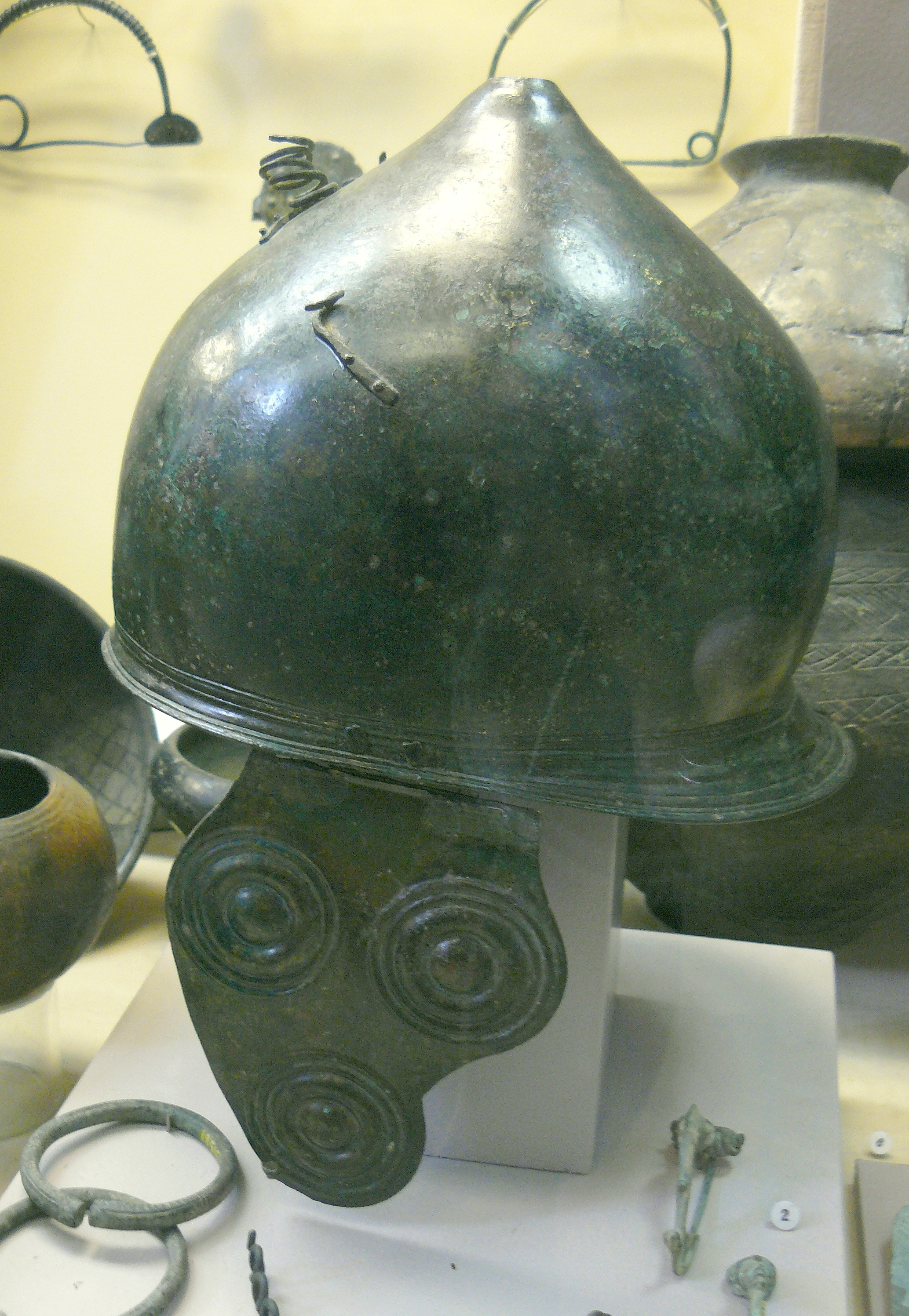
Elmo celtico di tipo italo-celtico in bronzo con paragnatidi a tre dischi del II-I secolo a.C. - Museo archeologico nazionale francese.

L'elmo celtico è un elemento costitutivo del costume militare dei Celti.
A partire dal XIX secolo, gli scavi archeologici hanno rinvenuto diverse dozzine d'elmi celtici, sia destinati al combattimento sia d'uso cerimoniale, permettendo di definire l'evoluzione del copricapo corazzato delle popolazioni celtiche dai primi modelli, molto simili al c.d. "Elmo di Negau" di origine etrusca, sino ai manufatti del periodo celtico maturo che influenzarono lo sviluppo dell'elmo in uso all'esercito romano.

## Storia

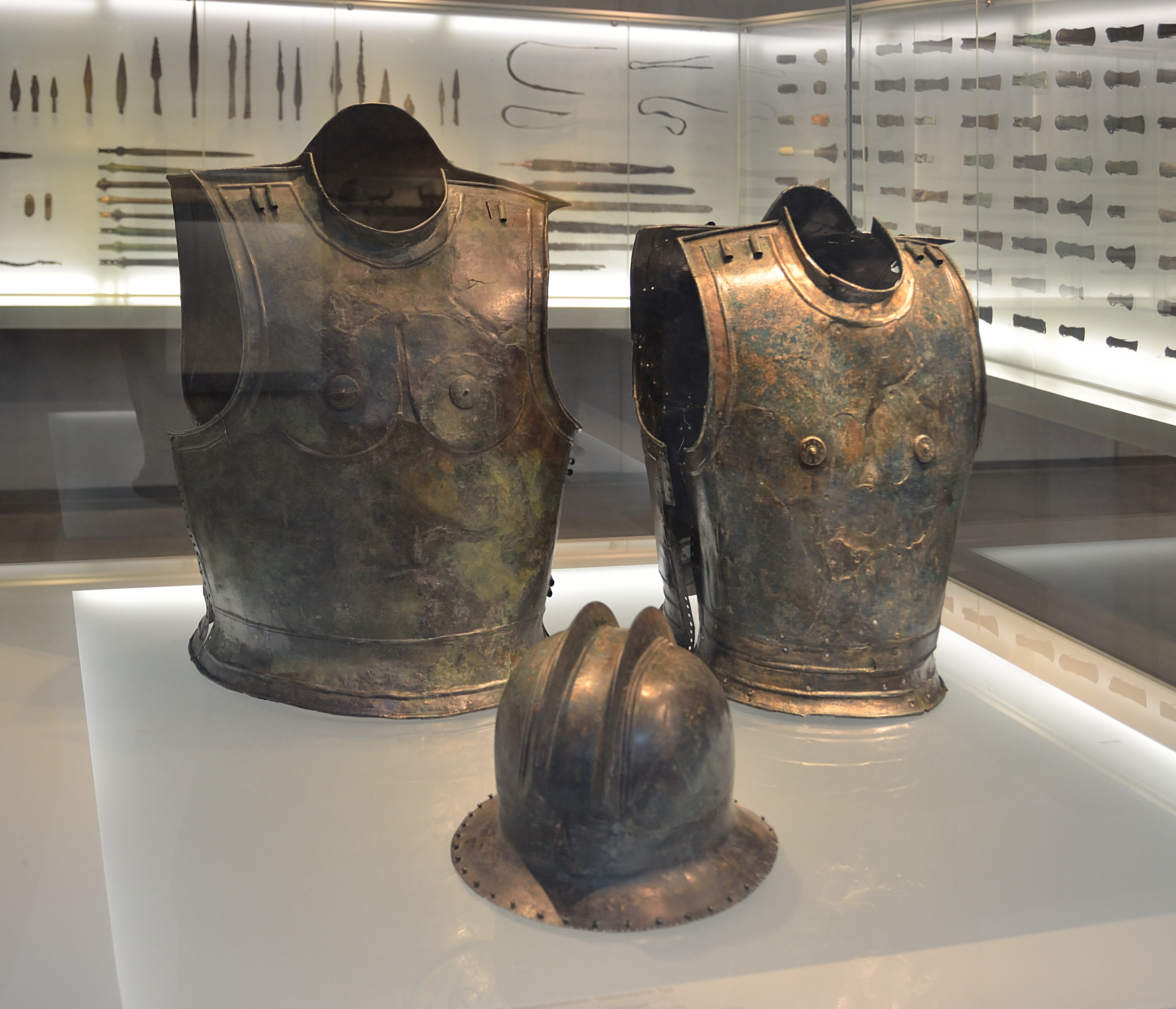
Corazze ed elmo in bronzo hallstattiani rinvenuti in Austria.

I Celti (un insieme di popoli indoeuropei parlanti le lingue celtiche) legarono il loro nome e la loro storia a due momenti tecnologico-culturali cruciali nella storia dell'Europa continentale: la Cultura di Hallstatt (IX-VI secolo a.C.) e la Cultura di La Tène (V-I secolo a.C.). Nell'arco di questi nove secoli, svilupparono diverse tipologie di elmo che ebbero poi larga diffusione in Europa, presso i vari popoli con i quali le tribù celtiche si incontrarono e scontrarono: spec. Antichi Romani, Germani, Traci, Daci e Illiri.

### Periodo di Hallstatt
I ritrovamenti archeologici, sia a livello di pezzi "fisici" sia d'iconografia, della protoceltica cultura di Hallstatt supportano la tesi che durante il Bronzo Recente fosse in uso nell'arco alpino una tipologia d'elmo in bronzo non molto dissimile dall'elmetto in uso presso gli Etruschi, diffusasi anche presso Illiri e Veneti. Questa tipologia d'elmo, stando ai ritrovamenti (es. il c.d. "Elmo di Negau" datato al 400 a.C. ed interrato nel 50 a.C.) sarebbe rimasta in uso anche durante la piena età del ferro lateniana.
A partire dal VII secolo a.C. le armi in bronzo furono soppiantate da quelle in ferro ma la produzione di elmi ed armature in bronzo perdurò.

### Periodo di La Tène
Nel V secolo a.C., nonostante il frazionamento in tribù e popoli spesso in lotta tra loro, i Celti avviarono migrazioni su vasta scala, affrontando le Alpi, i Balcani ed i Carpazi. Un ruolo fondamentale, in questa "età della migrazione celtica" venne svolto dalle consorterie armate che andavano via via soppiantando le antiche dinastie hallstattiane nel controllo del potere politico-militare. Data a questo periodo lo sviluppo di nuove tipologie di elmo prettamente "celtiche".
Le più arcaiche tipologie di elmi lateniani (V secolo a.C.), come i tipi "Berru" e "Böckweiler", hanno un profilo conico e sono ancora realizzati in bronzo. Nel secolo successivo, il profilo della calotta comincia ad arrotondarsi (tipo "Italico"), arrivando nel II secolo a.C. alla calotta pienamente tonda del tipo "Coolus-Mannheim". I modelli celtici maturi sono rappresentati dagli elmi del I secolo a.C., massicciamente impiegati durante le guerre galliche: i tipi "Agen-Port" e "Alesia", in ferro.

Parallelamente all'evoluzione nella foggia della calotta, stratifica e si tipicizza il ricorso a paragnatidi sempre più massicce e ad un paranuca sempre più lungo, percorso che ha nell'elmo tipo "Alesia" il suo punto d'arrivo.

Mentre la foggia dell'elmo lateniano evolve, il suo uso, veicolato dalle spedizioni militari dei Celti, si fa "europeo": l'elmo di tipo "Italico" fu in suo all'esercito romano sino al I secolo a.C. quando venne soppiantato proprio dai tipi "Agen-Port" ed "Alesia" che furono utilizzati dai legionari sotto forma del c.d. "Elmo Imperiale Gallico" o "Elmo Weisenau".

## Costruzione
Elmi celtici decorati con motivi animali, sia figure intere sia parti (es. ali), furono descritti da Diodoro Siculo nel I secolo a.C.:
(Bibliotheca historica)
La descrizione fornita da Diodoro Siculo ha trovato riprova nei ritrovamenti archeologici: ...

## Tipologie
| Classificazione | Materiale                   | Periodo                      | Descrizione                                                    |
| --------------- | --------------------------- | ---------------------------- | -------------------------------------------------------------- |
| Berru           | Bronzo                      | V secolo a.C.                | Elmo conico senza paragnatidi                                  |
| Böckweiler      | Bronzo Bronzo e ferro       | V secolo a.C.                | Sorta di Cappello d'arme                                       |
| Italico         | Bronzo Bronzo e ferro       | IV secolo a.C.-I secolo d.C. | Elmo semisferico con bottone superiore, paragnatidi e paranuca |
| Coolus-Mannheim | Bronzo Bronzo e ferro Ferro | II-I secolo a.C.             | Elmo semisferico con grandi paragnatidi e paranuca             |
| Orientale       | Bronzo e ferro              | ...                          | Elmo semisferico con paragnatidi articolati e paranuca a fasce |
| Agen-Port       | Ferro                       | I secolo a.C.                | Elmo semisferico con grandi paragnatidi e paranuca             |
| Alesia          | Ferro                       | I secolo a.C.                | Massiccio elmo semisferico con grandi paragnatidi e paranuca   |

### Elmo tipo "Berru"

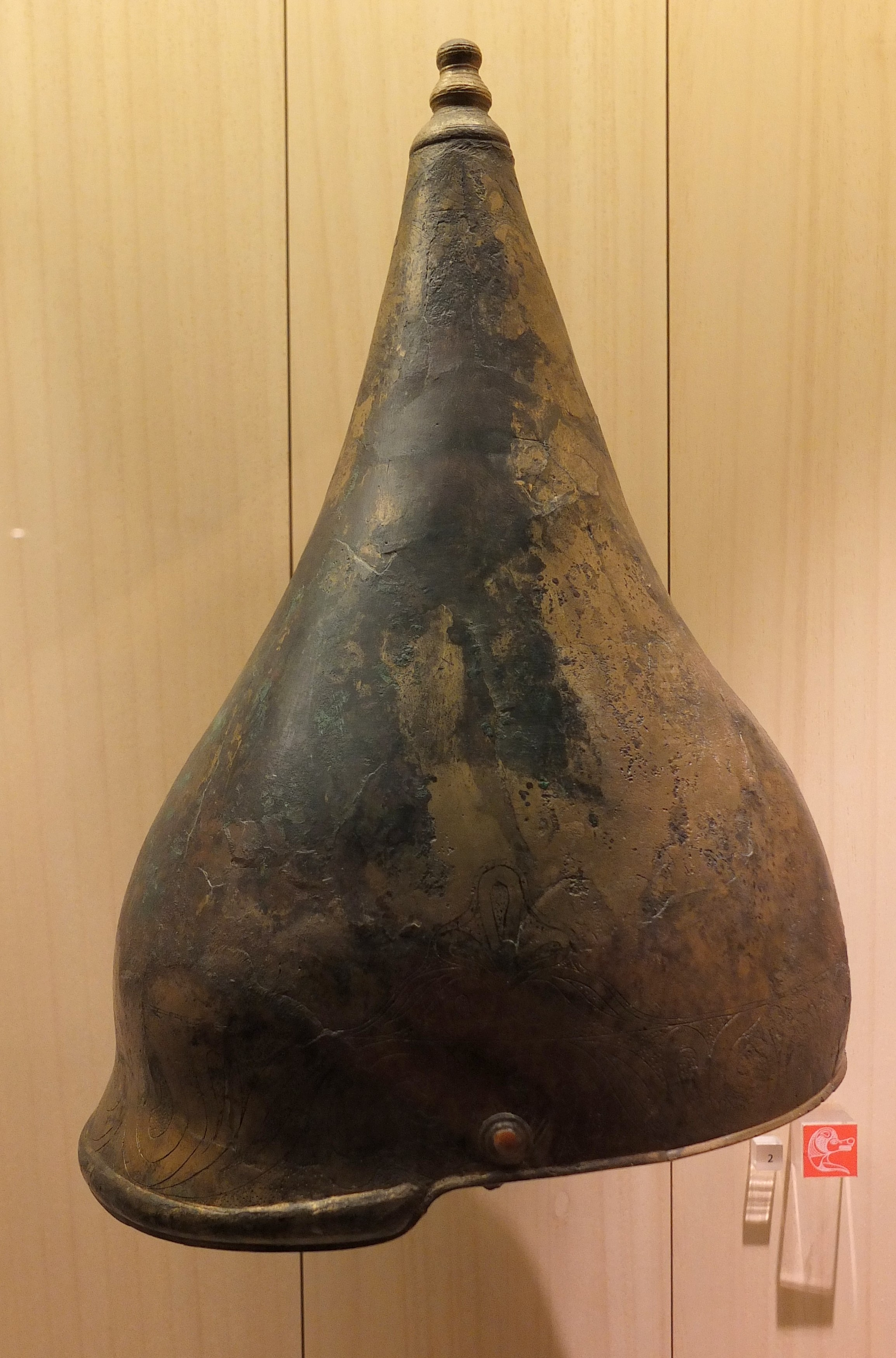
"Elmo di Berru" - Museo Archeologico Nazionale Francese.

Gli elmi celtici classificati come "tipo Berru" sono prodotti della prima Cultura di La Tène, datati al V secolo a.C. Ne sono stati scoperti una quindicina d'esemplari in un'area che va dallo Champagne, ove si concentra quasi la metà dei ritrovamenti, alla Repubblica Ceca.
Quest'elmo monopezzo non presenta paragnatidi, tuttavia i fori praticati ai bordi della circonferenza inferiore suggeriscono la presenza d'un sottogola. Presenta inoltre un accenno di paranuca. La calotta sviluppa in alto un cono, rifinito con un bottone superiore molato. Alcuni esemplari, come quello scoperto a Prunay, hanno invece profilo più rotondo. Essenzialmente realizzato in bronzo, a volte in ferro, l'elmo Berru è spesso decorato con incisioni e applique. I motivi utilizzati possono ancora appartenere al repertorio hallstattiano, come quelli che decorano l'elmo di bronzo scoperto alla Somme-Tourbe. L'elmo in bronzo della tomba con carro di Berru (Marna), che ha dato il nome alla tipologia, è invece decorato con motivi appartenenti al repertorio lateniano antico. È possibile che questo tipo d'elmo sia stato realizzato anche in pelle decorata con applique di bronzo.

### Elmo tipo "Böckweiler"
Altro elmo lateniano del V secolo a.C., come il Berru, ha una forma che richiama il cappello d'arme medievale. A volte provvisto di una copertura del collo leggermente accentuata, non è dotato di paragnatidi. Tuttavia, presenta spesso fissaggi destinati a ricevere un sottogola. L'elmo che ha dato il nome al tipo è stato trovato a Bockweiler nel Saarland. Sembra sia stato più utilizzato nel territorio celtico orientale e nell'Europa centrale.

### Elmo tipo "Italico"
Anche noto come elmo italo-celtico, etrusco-italico o etrusco-celtico, fu d'uso comune tra le popolazioni italiche e celtiche. Il suo aspetto risalente in modo significativo alle prime incursioni celtiche nella penisola italiana, potrebbe derivare da questi eventi ed essere un prodotto della fusione delle tecniche artigianali celtiche e italiane. Potrebbe anche essere in parte derivato dall'elmo di tipo Berru. È infatti molto simile a questo pur essendo dotato di paragnatidi articolati e di elevazione inferiore. I modelli più arcaici sono a volte ricondotti alla tipologia Berru.
Quest'elmo è rimasto in uso dal IV secolo a.C. al I secolo d.C. e si ritrova, per via della sua adozione da parte delle truppe romane e dell'estensione d'ingaggio dei mercenari celtici, ovunque sulle rive del Mediterraneo e in Europa. Poteva essere dotato di un ampio collare che offre una protezione aggiuntiva contro la decapitazione ed avere la parte superiore della calotta forata per consentire l'attacco di una cresta.
La principale differenza tra gli elmi della tradizione celtica e quelli italici si trova nel bottone in alto: il pezzo è aggiunto nei manufatti celtici e modellato contemporaneamente all'elmo nelle popolazioni italiche. I famosi elmi di Agris, Canosa e Amfreville-sous-les-Monts sono tutti e tre di questo tipo, così come quelli meno conosciuti di Saint Jean Tolismon e Montlaurès e due degli elmi ritrovati a Tintignac. I modelli italici di quest'elmo sono classificati come Elmo di Montefortino nel novero degli elmi romani. Il Montefortino "Tipo buggenum" fu quello più massicciamente utilizzato (e ritrovato).

### Elmo tipo "Orientale"
Gli elmi di questo tipo sono a volte indicati come Tipo "Novo Mesto", dal nome di uno dei ritrovamenti. Di forma intermedia tra il tipo "Alesia" e il tipo "Agen-Port", è un elmo composito: calotta in ferro con copricollo e fasce in bronzo. Sono inoltre dotati di paragnatidi articolati. Gli elementi aggiunti sono talvolta riccamente decorati. La maggior parte delle scoperte di questo tipo di elmo sono state fatte in Slovenia, già bacino hallstattiano, ad eccezione di un esemplare scoperto in Polonia.

### Elmo tipo "Coolus-Mannheim"
Il tipo di elmo "Coolus-Mannheim" è un tipo molto semplice di elmo risalente al II secolo a.C. e utilizzato dai Romani fino al periodo augusteo. È un semplice berretto di bronzo con una paranuca appena abbozzata e paragnatidi composti da semplici anelli di ferro rivettati all'elmo. Quest'elmo è considerato, secondo gli autori, alternativamente celtico o romano. Altri presentano la variante Coolus come celtica e la più massiccia Mannheim come romana. Insomma, l'attribuzione culturale di questo tipo di elmo, principalmente utilizzato e scoperto in Gallia, non è ancora del tutto chiara. L'ipotesi prevalente è comunque quella di un elmo italico adottato dall'esercito romano a seguito della riforma mariana.

### Elmo tipo "Agen-Port"
Elmo del I secolo a.C. utilizzato soprattutto durante le guerre galliche, come confermato dal ritrovamento nel 2007 di uno di questi esemplari presso l'oppidum di Gondole (Alvernia). Realizzato in ferro, è costituito da una calotta cui sono rivettati il paranuca e i paragnatidi articolati: il modello "Agen" ha un anello rivettato alla base della calotta cui sono rivettati i paragnatidi e dal quale sviluppa il paranuca; il modello "Port" ha una caratteristica decorazione "a sopracciglia" sul fronte e paranuca a falde che sviluppa verticalmente verso il basso.
Alcuni modelli atipici sono realizzati in un unico pezzo di bronzo, come quello trovato a Francoforte. La caratteristica principale di questo tipo di elmo consiste in una decorazione delle sopracciglia prodotta spingendo indietro sulla parte anteriore dell'elmo. Questo tipo di elmo è uno dei prototipi utilizzati dagli armaioli romani per progettare gli elmi imperiali gallici.

### Elmo tipo "Alesia"

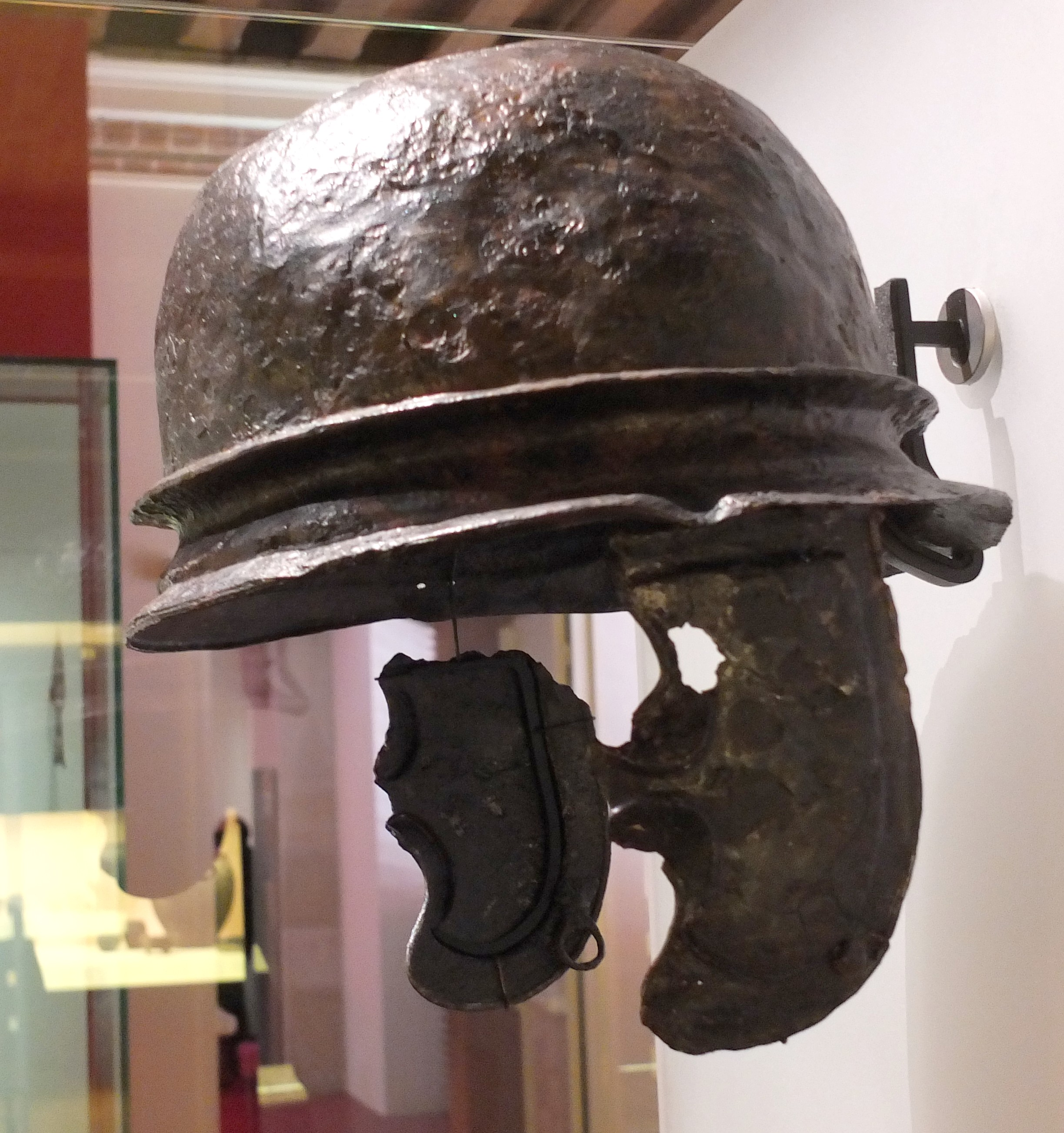
L'elmo trovato ad Alesia - Museo Archeologico Nazionale Francese.

Elmo di ferro, di cui si conoscono 6 esemplari completi, anche chiamato "Elmo celtico occidentale" (de. "Westkeltischer typ"). Contemporaneo del tipo "Agen-Port", è costituito da una calotta rinforzata alla base da un tallone sporgente sagomato a martellamento. Sotto questo tallone, i bordi svasati sono talvolta decorati con rivetti. I paragnatidi articolati sono attaccati ad esso. L'elmo Alesia trovato ad Agen è l'unico con un porta-cimiero.
Quest'elmo esiste in due varianti. Uno è con una corona liscia, senza bottone in alto. L'altro ha calotta leggermente conica, sormontata da un bottone. Questa variante è a volte indicata come il tipo "Rouvray" o "Louvier" dal nome dei luoghi in cui sono stati trovati elmi di questo tipo. Il nome del tipo, Alesia, deriva dal fatto che una copia della variante senza bottone in alto è stata trovata ad Alise-Sainte-Reine. Il tipo "Rouvray" è talvolta considerato ispirato all'elmo beota, un elmo greco con il quale presenta alcune analogie. Altre volte è legato al tipo italo-celtico per la forma della calotta.
Da questa tipologia di elmo svilupparono gli elmi romani del periodo imperiale chiamati appunto "Elmi gallici".

### Elmi non tipicizzati ed elmi in materiali deperibili
Sono state fatte diverse scoperte recenti di caschi che non corrispondono a nessuna tipologia. Michel Feugère menziona l'elmo di Boé, che è l'unica copia del suo tipo, così come quello trovato a Toulouse-Estarac, anch'esso isolato ma che paragona a una testa di statua con elmo di Entremont. Infine, nella documentazione sono isolati anche i semplici elmetti di Tintignac, in lega di rame provvisti di copricollo e paragnatidi. Ci sono anche indicazioni che i Galli usassero anche elmi fatti di materiali deperibili, cuoio, quello che i romani chiamavano galea, o legno. Quest'ultimo materiale è utilizzato per la manifattura di un tipo locale ispirato all'elmo etrusco Negau. Questo è l'elmo di tipo ticinese, realizzato in foglia di bronzo su un'anima di legno. Alcuni di questi elmi sono stati ritrovati nella necropoli di Giubiasco.

## Esemplari notevoli

### L'elmo di Amfreville-sous-les-Monts

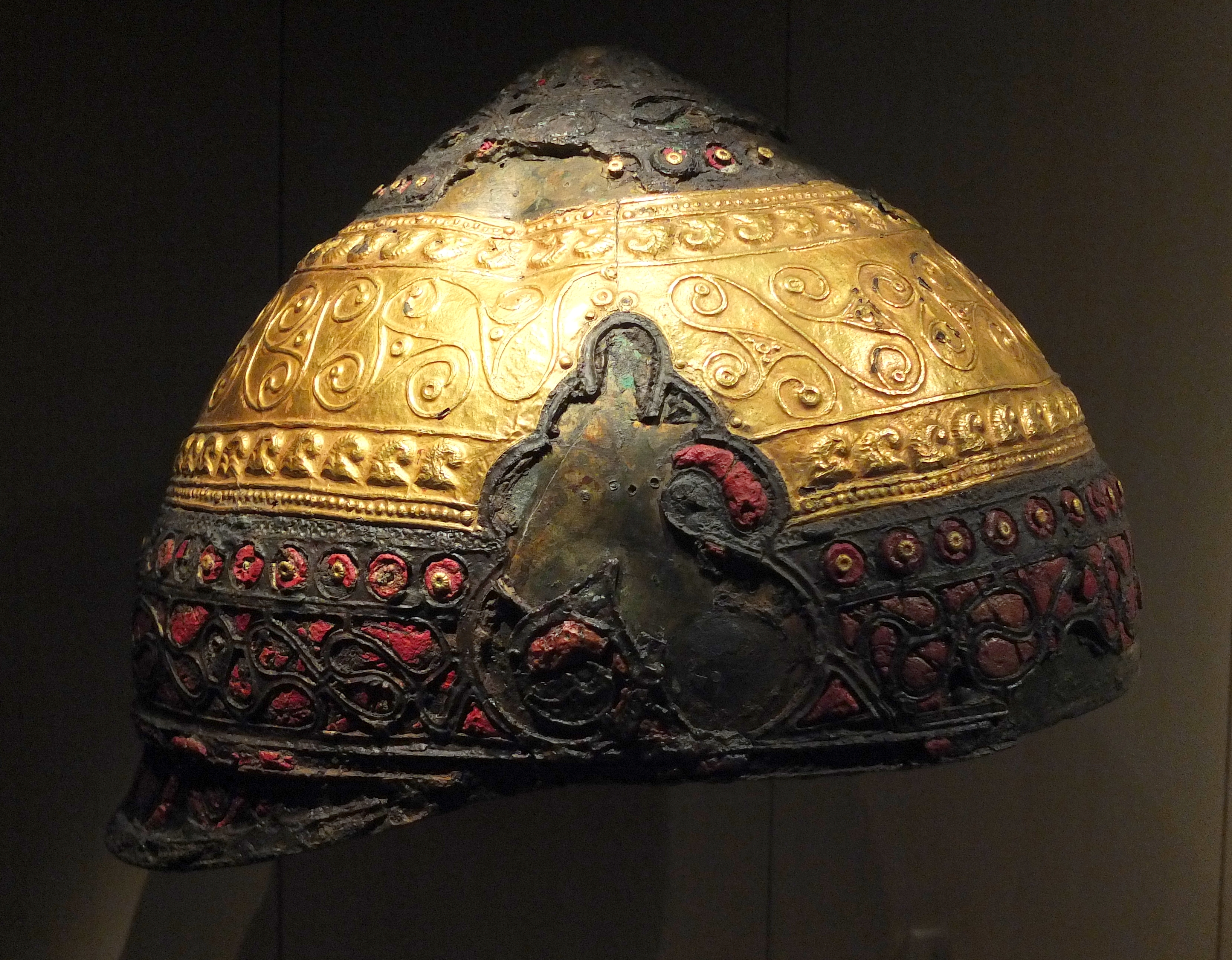
L'elmo di Amfreville-sous-les-Monts - Museo Archeologico Nazionale Francese.

Fu ritrovato casualmente alla fine del XIX secolo in un antico letto della Senna sul territorio del piccolo villaggio di Amfreville-sous-les-Monts (Eure), a 30 km da Rouen.
È una protezione per il collo dell'elmo cerimoniale che risale alla metà del III secolo a.C. costituito da una calotta in lega di rame ricoperta da fasce di bronzo e decorato con motivi geometrici a fasce parallele tipiche dell'arte celtica. Una placcatura in oro sbalzato in bassorilievo rappresenta un'alternanza di fasce parallele che rappresentano piccoli cerchi, corna contrapposte, triscele; e uno smalto rosso realizzato su una rete di ferro (e imitando il corallo) rappresenta un fregio di meandri ad "S". La decorazione di questo elmo è tipica dello stile vegetale continuo.
A lungo considerato unico e opera di un artigiano locale, l'elmo è ora paragonato a quello di Agris che è in condizioni migliori e ha conservato uno dei guanciali. La loro evidente somiglianza fa pensare a un modello diffuso in tutta la Gallia. L'elmo di Amfreville, molto rappresentato nell'iconografia, è conservato al Museo Archeologico Nazionale Francese a Saint-Germain-en-Laye.

### L'elmo di Agris

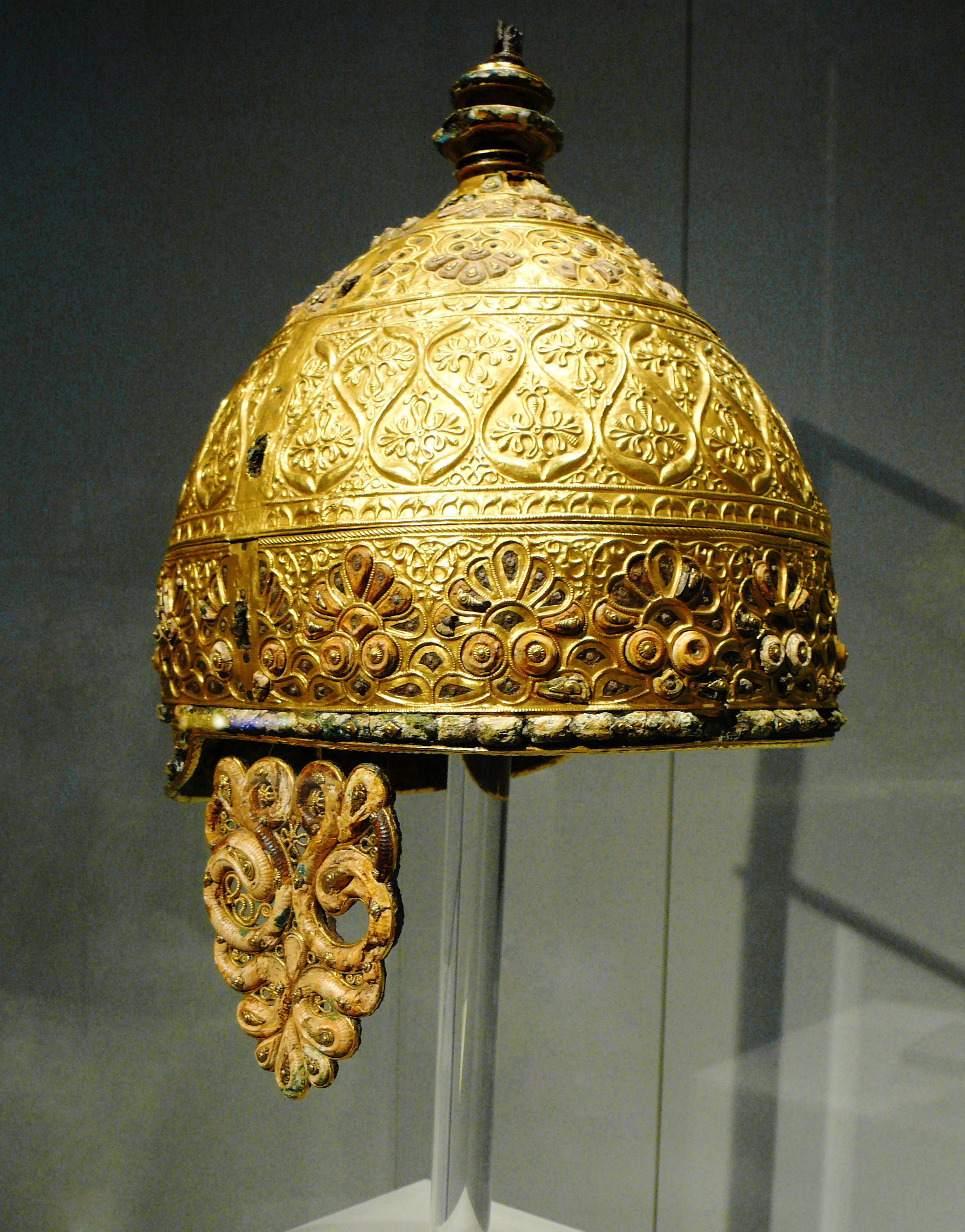
Elmo di Agris (Charente)

Quest'elmo cerimoniale è stato rinvenuto nel 1981 durante gli scavi archeologici nella grotta Perrats, ad Agris (Charente), vicino a La Rochefoucauld, sul territorio del popolo ecolismo. Risale al secondo quarto del IV secolo a.C. In questo stesso luogo della grotta Perrats, sito dell'età del bronzo antico, medio e finale, sono state trovate ceramiche della seconda età del ferro. È un deposito in un santuario frequentato dal IV secolo a.C. nell'Alto Impero Romano.
L'elmo è molto simile a quello di Amfreville-sous-les-Monts, per fattura e decorazione, ma più antico. È costituito da un guscio di ferro martellato sul retro del quale è stato fissato un paranuca aggiuntivo mediante rivettatura. Ha mantenuto una delle paragnatidi mobili, decorata con un serpente dalla testa di ariete, e il bottone superiore. L'analisi della foglia d'oro che lo ricopre mostra un'origine nel Massiccio Centrale del minerale. In considerazione della sua preziosità e della sua decorazione, è ritenuto un elmo cerimoniale. È conservato al Museo di Angoulême.

### Gli elmi di Tintignac

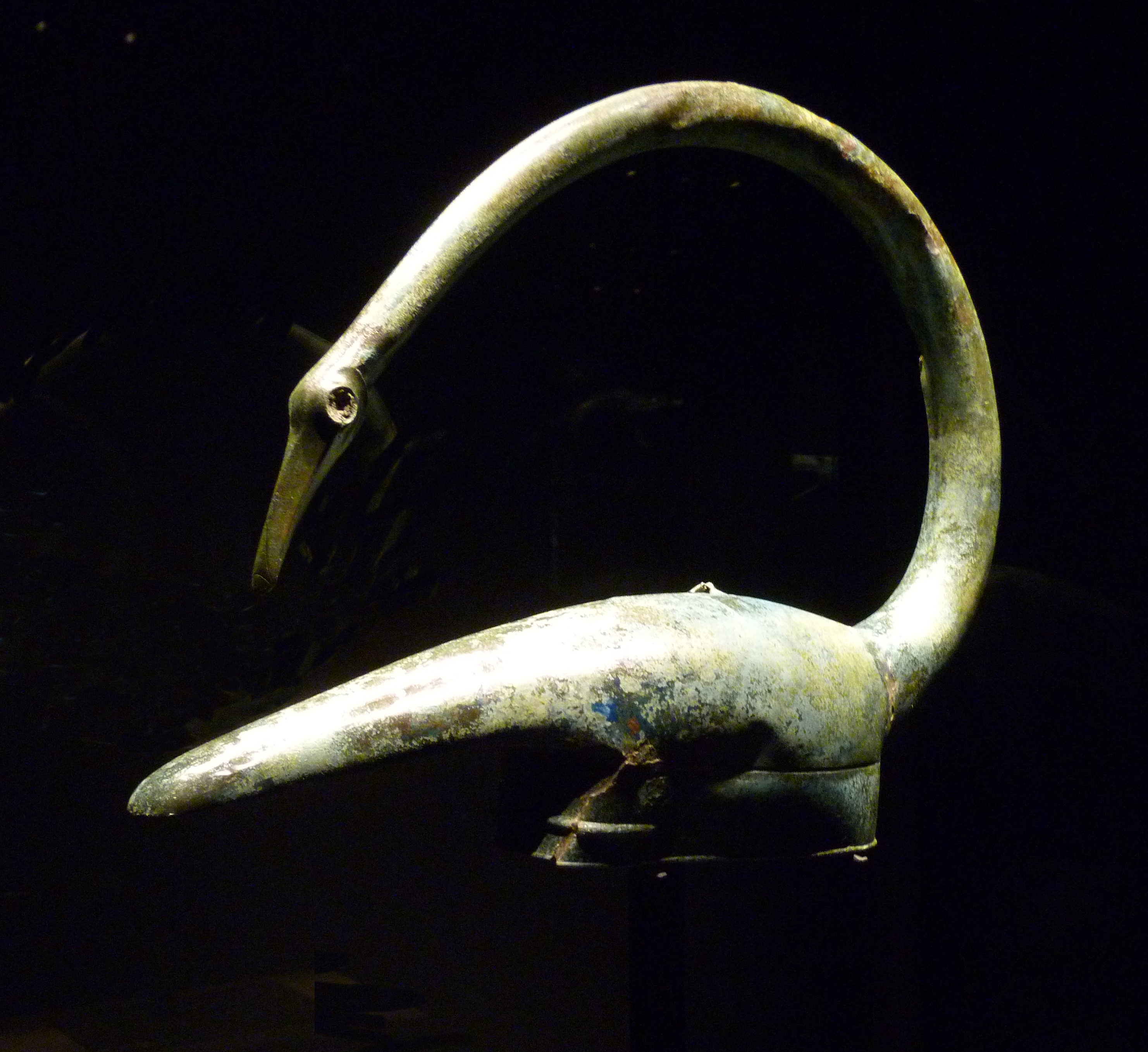
Il c.d. "Elmo del cigno", in bronzo, scoperto nel 2004 a Tintignac.

Diversi elmi decorati sono stati scoperti nei livelli del santuario gallico prima del sito gallo-romano di Tintignac a Naves (Corrèze), in un deposito di oggetti di bronzo e armi. Tra loro un elmo è di ferro e nove di bronzo. Due manufatti hanno una forma sorprendente che concorda con la descrizione degli elmi sormontati da grandi ornamenti di Diodoro Siculo: uno ha la forma di un cigno con una corona sormontata dal lungo collo dell'uccello, il becco che va a toccare la nuca; l'altro è sormontato da tre anelli, di circa 20 cm di diametro, posti frontalmente in un triangolo. L'archeologo Christophe Maniquet li ha datati al III secolo a.C.

### L'elmo di Canosa
Elmo cerimoniale rinvenuto a Canosa di Puglia. Si tratta di un elmo in ferro con decoro vegetale intarsiato di corallo, realizzato a sbalzo su lamine di bronzo fissate sulla calotta. Presenta ai lati due piccoli tubi porta-pennacchi e degli anelli di fissaggio sul bottone per una cresta. I paragnatidi non sono stati trovati. La calotta in ferro è forgiata da un unico pezzo, cosa che invita a considerarlo come un manufatto del IV secolo a.C. ibrido tra tradizioni celtiche e italiche. Il suo luogo di scoperta, un ipogeo italico, rafforza quest'idea di ibridazione.

### L'elmo di Notre-Dame-du-Vaudreuil
L'elmo di Notre-Dame-du-Vaudreuil è un manufatto realizzato interamente in ferro, senza decorazioni e con due guanciali fissi, in buone condizioni. È datato al tardo periodo lateniano (metà di I secolo a.C.) e appartiene al tipo "Alesia". Fu scoperto nel 1846 durante i lavori di sterro e studiato alla fine del XIX secolo dall'archeologo normanno Léon Coutil. Faceva parte dei corredi d'armi (fond. spade) e ceramiche rinvenuti in una serie di tombe a cremazione di guerrieri celtici in un luogo chiamato "la Coulinière", approfonditamente studiati solo nel 2005. L'elmo è conservato nel deposito del Museo d'Évreux.

### L'elmo di Boé
Elmo di ferro del I secolo a.C./d.C., realizzato in un unico pezzo e provvisto di calotta ogivale allungata. Presenta inoltre una visiera, costituita da una placca di bronzo inserita in una fessura dell'elmo e poi rivettata. La sua forma non ha alcun equivalente noto oggi. Fu rinvenuto in una lussuosa sepoltura con cocchio da guerra risalente alla I secolo a.C./d.C. scoperta nel 1959 sul territorio della città di Boé, vicino ad Agen, in quello che all'epoca era il territorio dei Nitiobrogi. Oltre all'elmo, la tomba conteneva anche i resti d'un carro a quattro ruote e molti oggetti da tavola, tra cui un corno potorio germanico e delle armi, tra cui un frammento di cotta di maglia. La datazione dell'insieme è successiva alle guerre galliche di Cesare. Questo, insieme al fatto che il defunto faceva chiaramente parte dell'aristocrazia guerriera, ha portato alcuni ad attribuire la tomba ed il corredo al re dei Nitiobrogi, Teutomato, figlio di Ollovico, menzionato da Cesare nel suo De bello Gallico.

### L'elmo di Ciumeşti

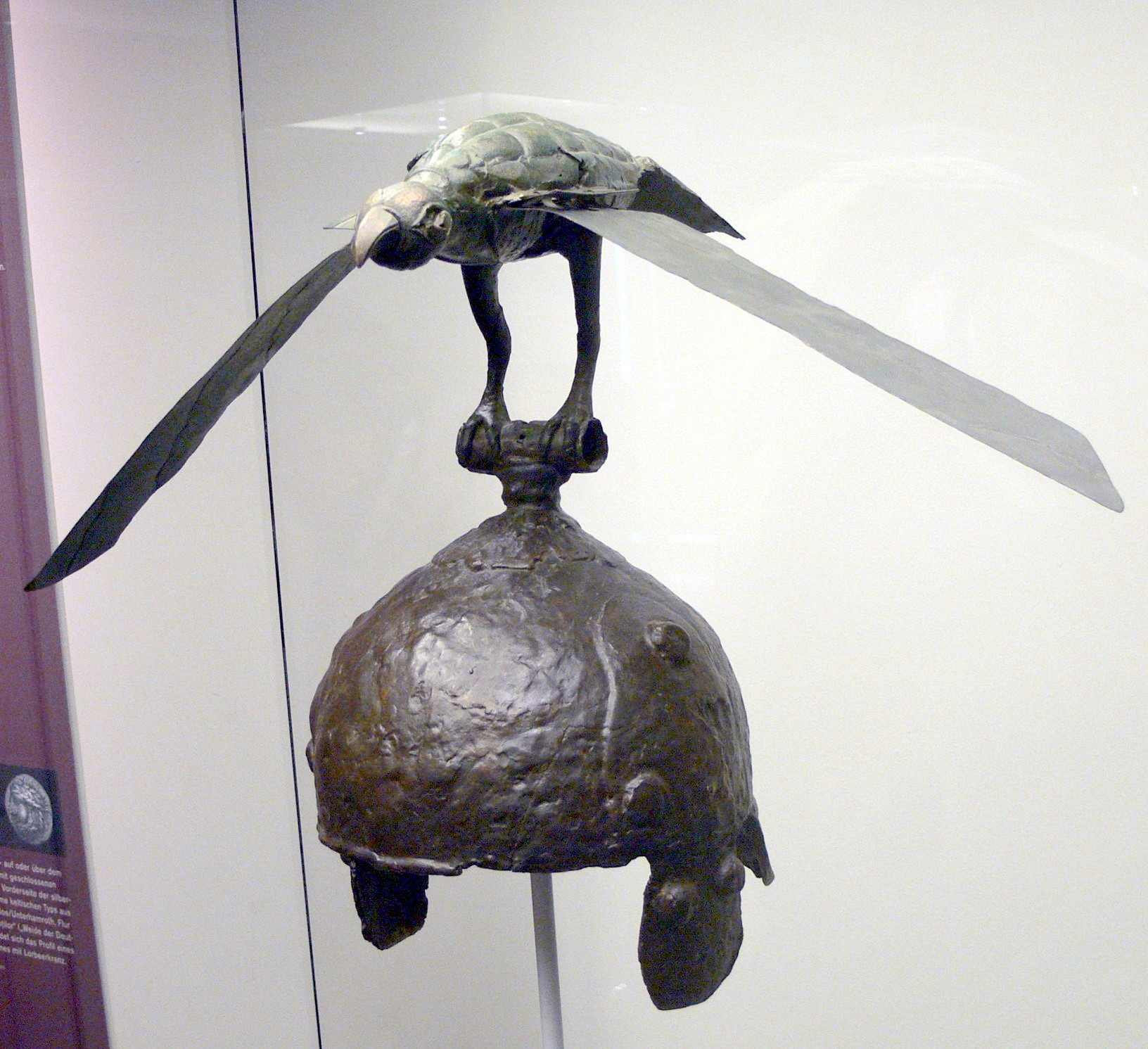
Elmo di Ciumeşti.

L'elmo di Ciumești è stato scoperto negli anni '60 in una necropoli lateniana vicino alla città di Carei, è datato alla fine del IV o III secolo a.C. Realizzato in ferro, ha nella sua sommità una rappresentazione di un uccello, rapace o corvidae, in lamiera di bronzo e le cui ali sono articolate. L'elmo era accompagnato dal resto della panoplia del suo proprietario: una cotta di maglia di ferro con applicazioni in bronzo, una lancia e un paio di cnemidi in bronzo. Tutti questi oggetti riflettono l'elevato status sociale del defunto e gli cnemidi traducono una certa acculturazione greca di quest'ultimo.

### L'elmo di Waterloo

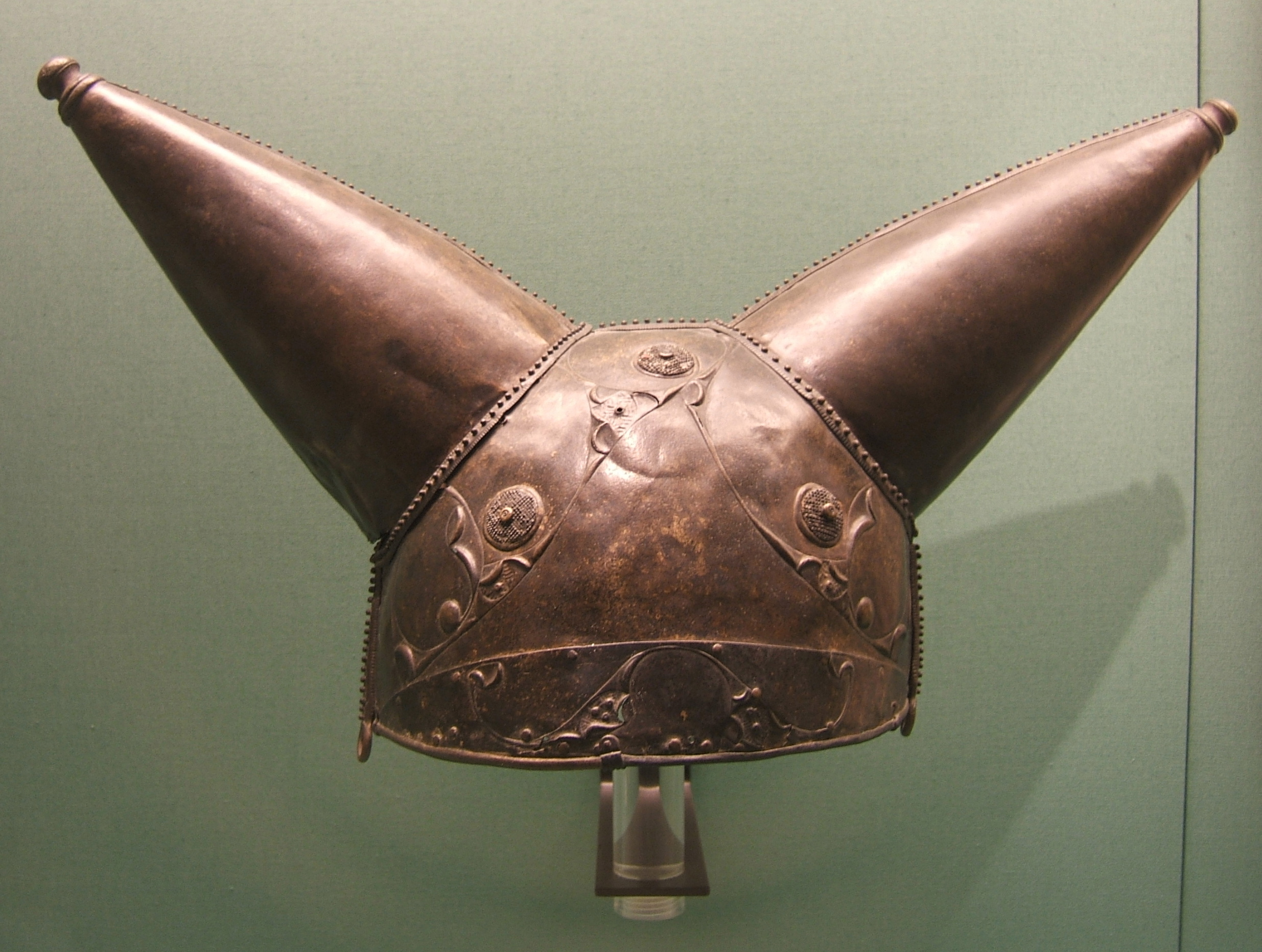
L'elmo di Waterloo (150-50 a.C.) trovato nel 1868 nel Tamigi.

Elmo cerimoniale del I secolo a.C. decorato con motivi repoussé tardo-lateniani. Si compone di due lamine di bronzo rivettate insieme alle quali si aggiungono due ornamenti conici, anch'essi in bronzo, e provvisti di bottoni superiori. La foggia, per l'età del ferro, è attualmente unica in Europa. È comunque possibile, anche se i due non sono identici, avvicinarlo all'elmo cornuto raffigurato sul calderone di Gundestrup. Fu scoperto nel 1868, nel Tamigi, vicino a Waterloo Bridge (Londra). Per il luogo del suo ritrovamento e per la data della sua fabbricazione è da attribuire al popolo dei Cantiaci cui, secondo Claudio Tolomeo, apparteneva la città di Londinium.

### L'elmo di North Bersted
Scoperto nel 2008, durante gli scavi effettuati tra il 2007 e il 2010 nei pressi di Bognor Regis, nel West Sussex, sulla costa meridionale della Gran Bretagna, l'elmo North Bersted - che prende il nome dal luogo del ritrovamento - risale al I secolo a.C. Dissotterrato in una tomba, è particolarmente degno di nota per il suo ampio stemma costituito da un doppio stemma metallico traforato. L'elmo stesso era un modello di tipo Coolus in bronzo.
Questa decorazione molto speciale richiedeva elementi di fissaggio per mantenere l'elmo in posizione. Il peso totale di questa protezione ha avuto un impatto fisico su chi lo indossava.
Il proprietario dell'arma era evidentemente un nobile guerriero di alto rango, presumibilmente di origine continentale. Oltre all'elmo, era dotato di lancia, spada e scudo . In considerazione del tempo e delle ipotesi sull'origine dell'uomo, si ipotizza che possa essere stato un ausiliario dell'esercito di Giulio Cesare durante la guerra gallica o, al contrario, un avversario del conquistatore romano.

## L'elmo celtico nell'iconografia moderna
Un design iconico di elmo celtico dovuto a Marcel Jacno (1904-1989), noto come "Elmo Jacno", decora i pacchetti di sigarette Gauloises dal 1925. Ha due ali laterali senza giustificazione archeologica e ha ispirato Albert Uderzo per il suo eroe Asterix. Questa confusione deriva da una scarsa ricostruzione dei primi elmi trovati smembrati nel XIX secolo le cui paragnatidi erano credute mobili dagli archeologi che quindi le immaginavano come sollevate in forma di ali quando non allacciate. Gli elmi celtici potevano essere ornati da stemmi, corna o teste di animali (v.si gli Elmi di Tintignac) ma si tratta di esemplari cerimoniali, il più delle volte risalenti a un periodo antico.

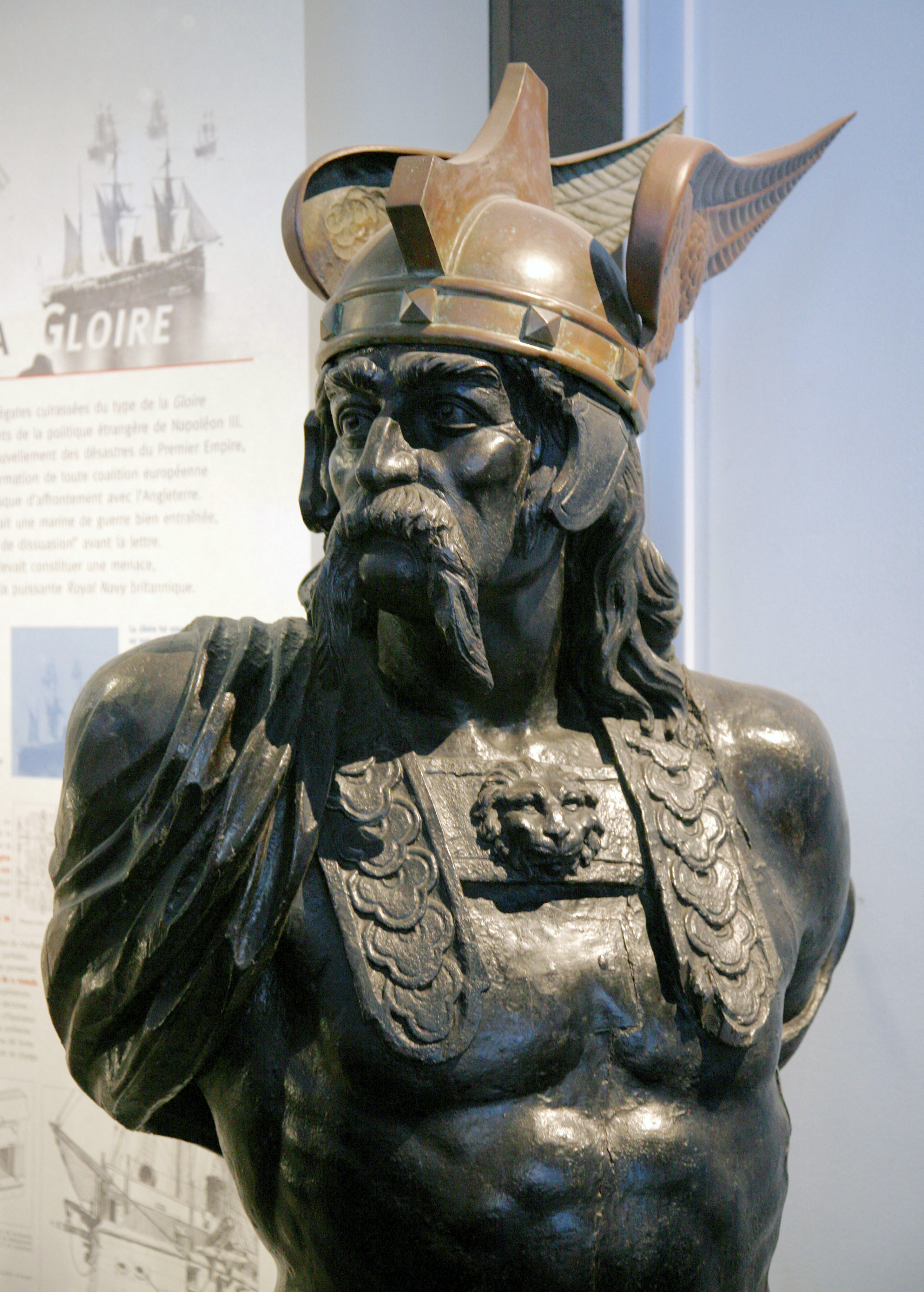
Polena della corazzata Brennus, realizzata alla fine del XIX secolo, periodo della c.d. "Rinascita gallica" in Francia - Musée national de la Marine.
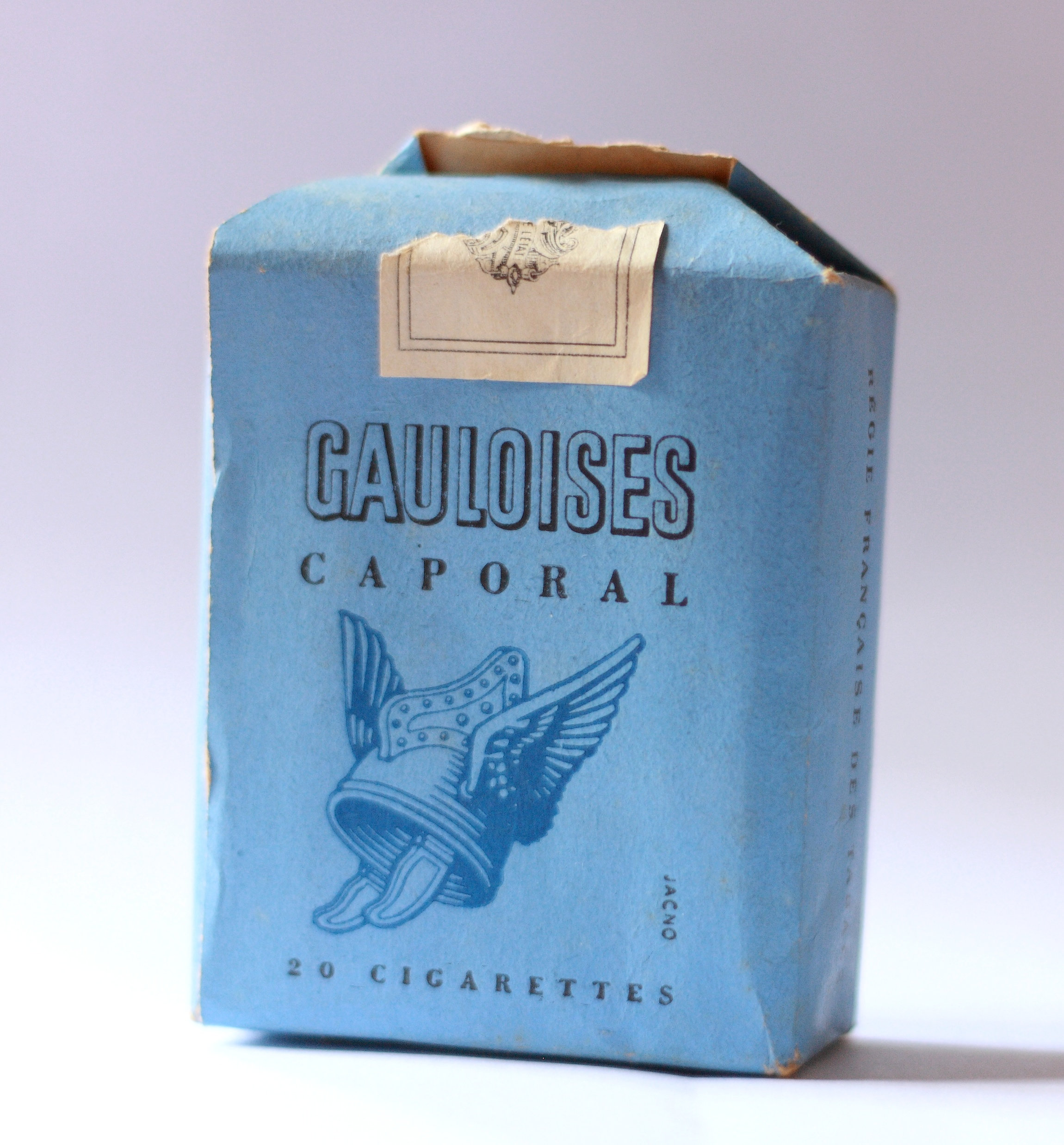
Pacchetto di sigarette Gauloises, disegno di Marcel Jacno.

### Bibliografiche
1. 1 2  (FR) Feugère M e Freises A, Un casque étrusque du ve siècle av. notre ère trouvé en mer près d'Agde (Hérault), in Revue archéologique de Narbonnaise, vol. 27-28, 1994,  pp. 1-7.
2. 1 2 3  Connolly 1976, p. 49.
3. ↑  Kruta 2003, pp. 250-251.
4. 1 2  Cascarino 2008, pp. 107-108.
5. ↑  Megaw 2001.
6. ↑  (FR) Fourdrignier E, Sur la découverte de deux casques gaulois à forme conique dans les sépultures de Cuperly et de Thuisy, in Bulletins de la Société d'anthropologie de Paris, 1880.
7. 1 2 3 4 5  (FR) Feugère M, Casques Antiques, les visages de la guerre, de Mycènes à la fin de l'empire romain, nuova ed., Éditions Errance, 2011.
8. 1 2 3 4 5  (FR) Pernet L, Armement et auxiliaires gaulois, Monique Mergoil, 2010.
9. ↑  Cascarino 2007, p. 107.
10. ↑  (FR) Feugère M, Le casque républicain de Sainte-Foy-lès-Lyon et la question des casques romains surmontés d’un anneau, 2005.
11. ↑  (FR) Deberge Y, L’oppidum arverne de Gondole. Topographie de l’occupation protohistorique et fouille du quartier artisanal : un premier bilan, RACF, 2009.
12. ↑  Cascarino 2007, p. 117.
13. ↑  Cascarino 2007, p. 118.
14. ↑  (FR) Casque d'Agris, su arbre-celtique.com.
15. ↑  (FR) Buisson JF e Gomez de Soto J, Les « Ecolismiens », les Santons et les autres. De l’identité de l’Angoumois celtique et gallo-romain, ou de l’usage contemporain des traditions érudites erronées, in Garcia D e Verdin F (a cura di), Territoires celtiques. Espaces ethniques et territoires des agglomérations protohistoriques d’Europe occidentale : Actes du XXIVe colloque international de l’AFEAF, Martigues, 1-4 juin 2000, Parigi, Errance, 2002,  pp. 256-260.
16. ↑  (FR) Gomez de Soto J e Verger S, Le casque d’Agris, chef-d’œuvre de l’art celtique occidental, in L’Archéologue, n. 106, febbraio-marzo 2010,  pp. 56-59.
17. ↑  (FR) Ducongé S, Les poteries du second âge du Fer de la grotte des Perrats à Agris (Charente). Apport à l'interprétation des occupations du site au cours de la Tène, in Aquitania, vol. 19, 2003.
18. ↑  (FR) Boulestin B, Ducongé S e Gomez de Soto J, Le sanctuaire laténien de la grotte des Perrats à Agris (Charente). Nouvelles recherches 2002-2007, in Bertrand I [et al.] (a cura di), Les Gaulois entre Loire et Dordogne : Actes du XXXIe colloque de l'AFEAF, Chauvigny, 17-20 mai 2007, I, Chauvigny, Association des Publications Chauvinoises, 2009,  pp. 1-12.
19. ↑  (FR) Maniquet C, Les casques de Tintignac, in Pour la Science, n. 61, 2008,  p. 109.
20. ↑  (FR) Coutil L, Le casque d'or orné d'émaux d'Amfreville-sous-les-Monts et le casque de fer de Notre-Dame-du-Vaudreuil (Eure), Monnoyer, 1912.
21. ↑  (FR) L'ensemble funéraire de Notre-Dame-du-Vaudreuil (Eure) « La Coulinière », su academia.edu.
22. ↑  Cesare, VII, 31 e 46.
23. ↑  Kruta 2003.
24. ↑  (EN) Taylor A [et al.], The Iron Age Warrior Grave from North Bersted West Sussex, in Bronze Age, Iron Age and Roman Landscapes of the Coastal Plain, and a Late Iron Age Warrior Burial at North Bersted, Bognor Regis, West Sussex, Thames Valley Archaeological Services Ltd, 2014.
25. 1 2  (EN) Hilts C, Arms and the man, in Current Archaeology, 5 marzo 2020.
26. ↑  (FR) L'Archéologue, n. 154, giugno-luglio-agosto 2020.
27. ↑  (FR) Baylac MH, Ces objets qui ont fait l'Histoire, First Éditions, 2013,  p. 57.

### Fonti
- (LA) Cesare, Commentarii de bello Gallico.

### Studi
- (EN) Buchsenschutz O, The Celts, Armand Colin, 2007.
- Cascarino G, L'esercito romano. Armamento e organizzazione, Vol. I - Dalle origini alla fine della repubblica, Il Cerchio, 2007.
- Cascarino G, L'esercito romano. Armamento e organizzazione, Vol. II - Da Augusto ai Severi, Il Cerchio, 2008.
- Connolly P, L'esercito romano, Milano, 1976.
- (EN) Duval PM, The Celts, Gallimard, 1977.
- Kruta V, La grande storia dei Celti. La nascita, l'affermazione e la decadenza, Newton & Compton, 2003, ISBN 88-8289-851-2.
- (EN) Megaw R [e] V, Celtic Art: From its beginnings to the Book of Kells, Thames & Hudson Ltd, 2001.